# Міколас Алекна
Міколас Алекна (лит. Mykolas Alekna; нар. 28 вересня 2002) — литовський легкоатлет, який спеціалізується в метанні диска.
Батько — Віргіліюс Алекна (нар. 1972) — дворазовий олімпійський чемпіон (2000, 2004) з метання диска.

## Спортивні досягнення
Срібний (2022) та бронзовий (2023) призер змагань з метання диска на чемпіонатах світу.
Чемпіон Європи з метання диска (2022). Бронзовий призер чемпіонату Європи з метання диска (2024).
Чемпіон світу серед юніорів з метання диска (2021).
Чемпіон Європи серед молоді з метання диска (2023).
Чемпіон Європи серед юніорів з метання диска (2021).
Триразовий рекордсмен світу з метання диска — 74,35 (2024) та 74,89 і 75,56 (обидва — 2025).